# こぐま座ラムダ星
こぐま座λ星（こぐまざラムダせい）は、こぐま座の恒星で6等星。スペクトルM型の赤色巨星で、周期がゆっくり不規則に変動する半規則型変光星である。19世紀末に恒星の等級の原点が定められた際、当初基準とされたポラリス（北極星）に代わって原点とされ、6.5等級と定義された。その後標準となったジョンソンのUBVシステムでは、V等級は6.38等とされる。2018年現在、肉眼で見えるとされる6.5等級以上の明るさの恒星の中では、ポラリスに次いで2番目に天の北極に近い位置にある。
漸近巨星分枝 (AGB) に分類される巨星で、中心核での水素やヘリウムでの核融合が終わり、周囲のヘリウム殻または水素殻での核融合で輝いている段階にある。